# El Nadal dels Picapedra
El Nadal dels Picapedra (títol original en anglès, A Flintstone Christmas) és un especial de televisió animat de Nadal de 1977 amb personatges de la franquícia Els Picapedra. Va ser produït per Hanna-Barbera i és el segon treball d'animació de temàtica nadalenca de la franquícia, després de l'episodi de 1964 "Christmas Flintstone". Tots dos presenten el personatge d'en Fred Picapedra fent el paper de Santa Claus. L'especial es va emetre per primera vegada a l'NBC el 7 de desembre de 1977. S'ha doblat al català.
L'especial s'ha publicat en VHS i DVD. El segueixen dos especials de Nadal més dels Picapiedra, A Flintstone Family Christmas (1993) i A Flintstones Christmas Carol (1994).